# Producers Releasing Corporation
La Producers Releasing Corporation est l'un des plus petits studios de production d'Hollywood, parmi les Poverty Row. Fondé en 1939 après la reprise des locaux de la Grand National Films, la PRC a tourné majoritairement des séries B jusqu'en 1946. 